# Matrull de Barcelona
|  | Per a altres significats, vegeu «Madrona de Barcelona». |

Madruina, Matrull o Madrona (morta a Barcelona, 999) va ésser una monja benedictina, suposada abadessa del monestir de Sant Pere de les Puel·les de Barcelona. Va ésser venerada com a santa, tot i no haver estat canonitzada, en aquest monestir, tot i que el culte ha desaparegut des del segle xix.

## Historicitat
Probablement, la llegenda es va bastir al voltant d'un personatge i uns fets reals, als quals s'afegiren detalls inventats. El fet real va ésser la destrucció del monestir de Sant Pere pels sarraïns de les tropes d'al-Mansur, l'any 985, durant l'abadiat de l'abadessa Ermetruit, que possiblement esdevindrà na Madrui, Matrui, Matrull o Madruina, segons les fons.
La llegenda diu que Madruina va ésser la primera abadessa del monestir, la qual cosa és inexacta, ja que havia estat Adelaida Bonafilla, l'any 945. Algunes fonts diuen que Adelaida fou abadessa també en el període posterior a la destrucció de 985, quan, amb cinc monges més, hi restaurà la vida monàstica, però no s'han trobat proves concloents. Una d'aquestes monges deu haver estat Ermetruit, que al 991 apareix, com a Na Madrui, com a testimoni oral en un judici destinat a refer el patrimoni de la comunitat. Segons la Crònica de Sant Pere de les Puel·les, va morir l'any 999, i aviat va ésser venerada com a santa.

## Llegenda
La llegenda apareixia a la Crònica de Sant Pere de les Puel·les, perduda, però transcrita en altres cròniques posteriors. Sembla, igualment, que es va difondre ràpidament, amb diferents versions manuscrites, fins i tot a l'Aragó, el que fa pensar en una difusió oral que tal vegada podria haver estat motiu d'un misteri o acte de teatre religiós que es podria haver representat al monestir.
En apropar-se els musulmans al monestir, l'abadessa es mutilà les orelles i el nas amb un tallador, i les joves monges es desfiguraren el rostre amb llurs pròpies mans perquè els musulmans no les violessin. La llegenda, recollida al segle xv, al Llibre de les nobleses dels reis explica que les monges que van quedar vives, van ésser preses i venudes com a esclaves, essent portades a llocs diversos. Madrui va ésser portada a Mallorca, en condició d'esclava. Passats set anys, cap al 992, uns mercaders de Barcelona van anar a Mallorca a comprar cotó; un d'ells, parent de Madrui, va ésser reconegut per aquesta, que passava pel carrer. Ella li explicà la seva història i li demanà que l'alliberés i el mercader, commogut, va voler ajudar-la amagant a Madruina en una saca de cotó de les que havia comprat i deixant-la al vaixell amb el que havien de tornar a Barcelona.
L'amo de Madruina, però, va adonar-se que havia fugit i la va fer cercar. Els soldats inspeccionaren les càrregues dels vaixells que hi havia al port, no fos cas que volgués fugir en un d'ells. En trobar les saques de cotó, per comprovar que no hi hagués ningú amagat, les travessaren amb grans agulles o piques. Madruina fou ferida per quatre o cinc d'elles, però no va moure's ni va dir res, tot i que les ferides eren grans i sagnaven abundosament. Quan els soldats marxaren, el parent li preguntà com estava i ella respongué que era ferida i perdia sang; el mercader feu accelerar la sortida del vaixell per tal de poder guarir Madruina al més aviat possible, quan ja foren fora del port.
En arribar a Barcelona, ja guarida, van portar-la al monestir, on una de les serventes la reconegué i digué a les altres que era l'antiga abadessa Madruina. La comunitat se n'alegrà i volgué que tornés a tenir el càrrec d'abadessa, però Madruina no volgué i continuà com a tal l'abadessa que havia estat escollida, Adelaida Bonafilla. Madrui va actuar de testimoni perquè el comte de Barcelona restituís al monestir els privilegis i terres que havia tingut abans, dels quals, amb la destrucció de l'arxiu, se n'havia perdut la constància. Als sis mesos d'haver tornat, va morir.

## Veneració
La monja va ésser sebollida a l'interior de l'església del monestir, privilegi que en aquell moment es concedia a les figures santes, primer a la porta de la façana nord de l'església, i després a la capella de Sant Benet. En santorals i obres històriques figura com a santa, tot i que el culte no va ésser formalitzat ni reconegut fora de Barcelona o l'orde benedictí. Figura als Acta Sanctorum dels jesuïtes d'Anvers, com a santa venerada antigament el 5 de setembre, però altres autors dels segles XVI-XVIII no fan cap esment de l'existència d'aquest culte. El més possible és que es donés en l'antiguitat, durant l'Edat mitjana, i que quedés oblidat amb el temps. Probablement, en quedar exclosa del calendari tridentí, anés desapareixent, quedant definitivament perdut a partir de la desamortització de 1835.